# أوسكار إستوبينان
أوسكار إستوبينان (بالإسبانية: Óscar Estupiñán) هو لاعب كرة قدم كولومبي في مركز الوسط، ولد في 29 ديسمبر 1996 في مدينة كالي في كولومبيا. لعب مع نادي برشلونة.

## وصلات خارجية
- أوسكار إستوبينان على موقع اتحاد تركيا (لاعب) (الإنجليزية)
- أوسكار إستوبينان على موقع قاعدة بيانات كرة القدم.إي يو (الإنجليزية)
- أوسكار إستوبينان على موقع ناشيونال فوتبول تيمز (الإنجليزية)
- أوسكار إستوبينان على موقع Soccerway.com (الإنجليزية)
- أوسكار إستوبينان على موقع عالم كرة القدم.نت (الإنجليزية)
- أوسكار إستوبينان على موقع AS.com (الإسبانية)